# One More Lie (Standing in the Shadows)
One More Lie (Standing in the Shadows) is een single uit 2010 van Craig David. Het nummer is afkomstig van zijn vijfde studio-album Signed Sealed Delivered.